# ラファエル・パンペリー

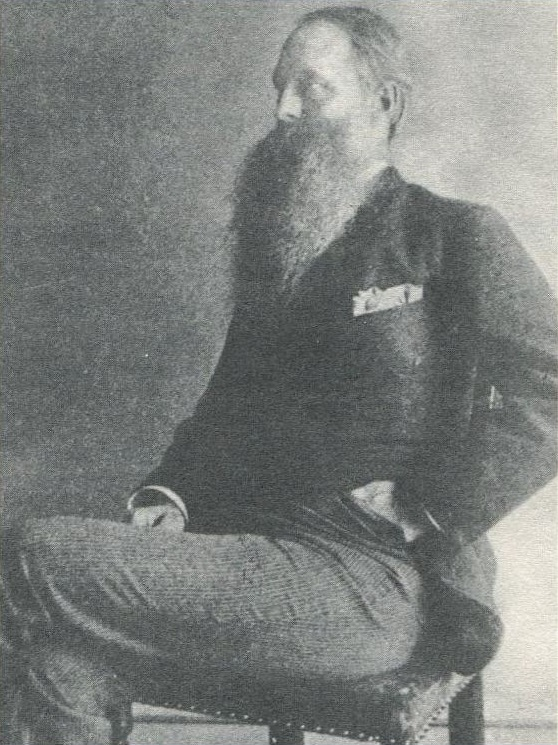
ラファエル・パンペリー

ラファエル・W・パンペリー（Raphael W. Pumpelly、1837年9月8日 - 1923年8月10日）は、幕末の日本で活躍したアメリカ合衆国の地質学者、鉱山技師である。お雇い外国人の一人。

## 経歴・人物
ニューヨーク州オスウェゴ出身。ドイツ及びフランスに留学し鉱山学校を卒業する。
1862年（文久2年）、江戸幕府及び日本国事であったチャールズ・W・ブルックスの招聘によりウィリアム・フィリップス・ブレークと共にサンフランシスコから大型帆船に乗って横浜に来航した。来日した際には横浜駐在アメリカ領事館（閉鎖）の領事であったベンソンとオリファント商会の会員であったブロワーが歓迎し、箱館（現在の函館市）に転勤するまで彼らの寮で住んだ。
箱館に転勤後は、同地を中心に蝦夷地の地質調査や鉱山調査を行った。これによって簡易な地質図が制作するようになり、火薬を使用した採掘法等が出来ることを知らせた。1863年（文久3年）離日し、清朝に転勤する。同地でも日本と同じく地質調査等を行った。後にモンゴル、シベリアへ地質研究のため旅行し帰国。帰国後はアメリカ北部を中心に鉱山での調査を行い、ハーバード大学で地質学の教鞭を執った。
変成岩に含まれるマンガノパンペリー石は彼の名に因んで名づけられた。

## 著書
- 『アメリカ及びアジア横断』（原題：Across America and Asia）- 離日後の1870年に刊行。
  - 『パンペリー 日本踏査紀行』 伊藤尚武訳 「新異国叢書」雄松堂出版、1982年 - 日本関係での抜粋訳